# 田端健児
田端 健児（たばた けんじ、1974年9月24日 - ）は、日本の陸上競技選手。元長崎県立長崎工業高等学校保健体育科教諭。専門は400m。1996年アトランタオリンピック・2000年シドニーオリンピック日本代表。愛知県生まれ、長崎県育ち。日本大学卒業。

## 経歴
長崎県新上五島町（旧有川町）出身。長崎県立上五島高等学校3年時に初めてインターハイに出場、日本大学に入学。大学の先輩である小松隆志（三段跳日本チャンピオン）・森長正樹（シドニーオリンピック走幅跳代表・バンコクアジア大会金メダリスト）らにもまれ、日本のトップ選手に成長する。
大学卒業後はミズノに入社。1996年、アトランタオリンピック代表に選ばれ、マイルリレー予選に出場。しかし、次のラウンドから伊東浩司にメンバー変更されてしまい、入賞を果たした日本チームとして出場は叶わなかった。
この屈辱を胸にさらに発奮。2000年、シドニーオリンピック代表に選出された。マイルリレーの正メンバーとしてレースに臨んだ。予選は難なく突破して迎えた準決勝。田端はアンカーとして控えていた。日本チームはよい滑り出しでこのまま行けば決勝進出は堅いと思われた。しかし三走の小坂田淳（大阪ガス）がナイジェリアの選手と交錯し、なんとバトンを落とすという失態を演じてしまった。田端にバトンが回ってきたときにはすでに大きく前と離され、一人で400mを走ることとなった。
2002年、釜山アジア大会400m代表に選出された。
2006年、ミズノを退社。長崎県立長崎工業高等学校教諭となる。また、チームミズノアスレティックメンバーとして現役続行中。
2009年　4月　長崎工業高校　退職。俳優の中条静夫に似た好男子ぶりで若い女性に圧倒的な人気があった。砲丸投日本記録保持者の野口安忠、シドニーオリンピック代表の山村貴彦（サイボウズ）、アテネオリンピック棒高跳8位入賞の澤野大地（ニシ・スポーツ）、砲丸投日本歴代二位の畑瀬聡（群馬綜合ガードシステム）らは大学の後輩に当たり、非常に親しい。

## 主要大会成績
- 1995年
  - ユニバーシアード 400m 2次予選2組5着 46秒76 / 4×400mR 4位 3分02秒51（1走）
- 1996年
  - 日本選手権 400m 2位 46秒45
  - オリンピック 4×400mR 予選5組1着 3分02秒82（4走、準決勝・決勝は未出場）
- 1997年
  - 日本選手権 400m 6位 46秒95
- 1998年
  - アジア選手権 400m 3位 45秒69 / 4×400mR 優勝 3分02秒61（1走）
  - 日本選手権 400m 優勝 46秒73
  - アジア大会 400m 7位 46秒96 / 4×400mR 優勝 3分01秒70（2走、大会新）
- 1999年
  - 日本選手権 400m 2位 47秒01
  - 世界選手権 400m 予選1組6着 46秒42 / 4×400mR 予選1組4着 3分02秒50（3走）
- 2000年
  - 日本選手権 400m 3位 46秒73
  - オリンピック 400m 予選8組6着 46秒59 / 4×400mR 準決勝2組8着 3分13秒63（3走）
- 2001年
  - 日本選手権 400m 2位 45秒72）
  - 世界選手権 400m 予選2組7着 46秒68 / 4×400mR 予選1組4着 3分02秒75（1走）
- 2002年
  - 日本選手権 400m 優勝 46秒23
  - アジア大会 400m 7位 46秒61 / 400m 4×400mR 4位 3分05秒85（2走）
- 2003年
  - 日本選手権 400m 3位 46秒09
  - 世界選手権 4×400mR 7位 3分03秒15（3走）
- 2004年
  - 日本選手権 400m 5位 46秒25
- 2005年
  - 日本選手権 400m 7位 46秒89
- 2006年
  - 日本選手権 400m 7位 47秒14